# Schloss Göksholm

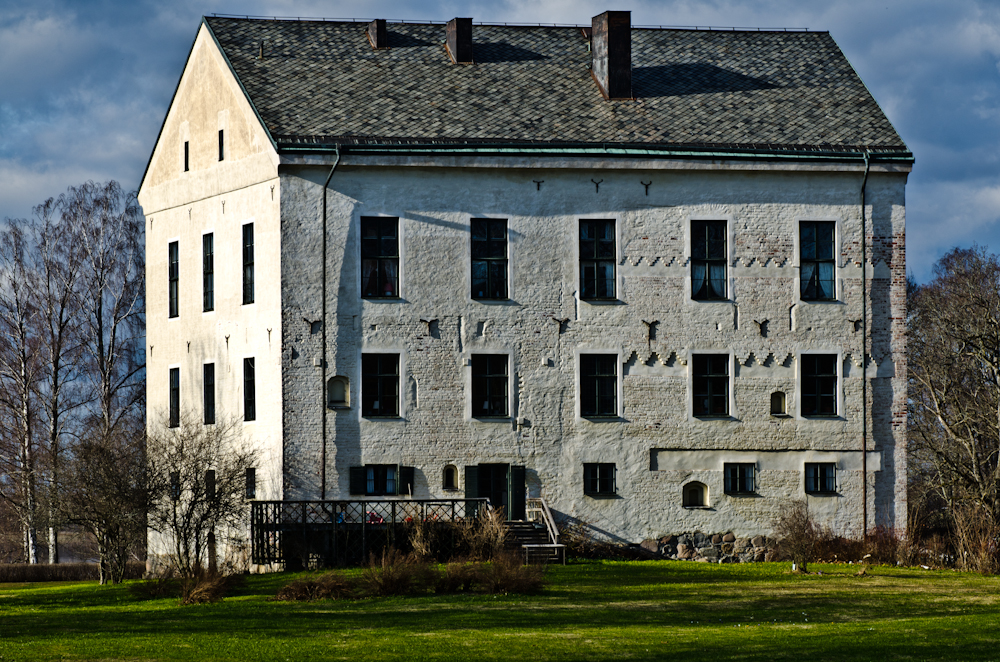

Das Schloss Göksholm liegt am Südrand des schwedischen Sees Hjälmaren in der Gemeinde Örebro. Es ist seit seiner Entstehung in Privatbesitz und hauptsächlich bekannt für die Tatsache, dass hier 1436 der Anführer des Engelbrekt-Aufstandes von einem Sohn des damaligen Besitzers erschlagen wurde.
Die ältesten Teile des Schlosses konnten ins 13. Jahrhundert datiert werden. Zu dieser Zeit ähnelte das Gebäude eher einer Burg mit größerem Turm, welche im Mittelalter in sechs Etappen umgebaut wurde. Nach einem größeren Brand zum Ende des 16. Jahrhunderts wurde das Schloss im holländischen Renaissancestil modernisiert und erhielt unter anderem größere Fenster. Trotz dieses umfassenden Umbaus war die mittelalterliche Gebäudestruktur immer noch erkennbar. Aus dieser Zeit stammt auch eine sehr gut erhaltene Deckenbemalung mit 121 Kassetten.

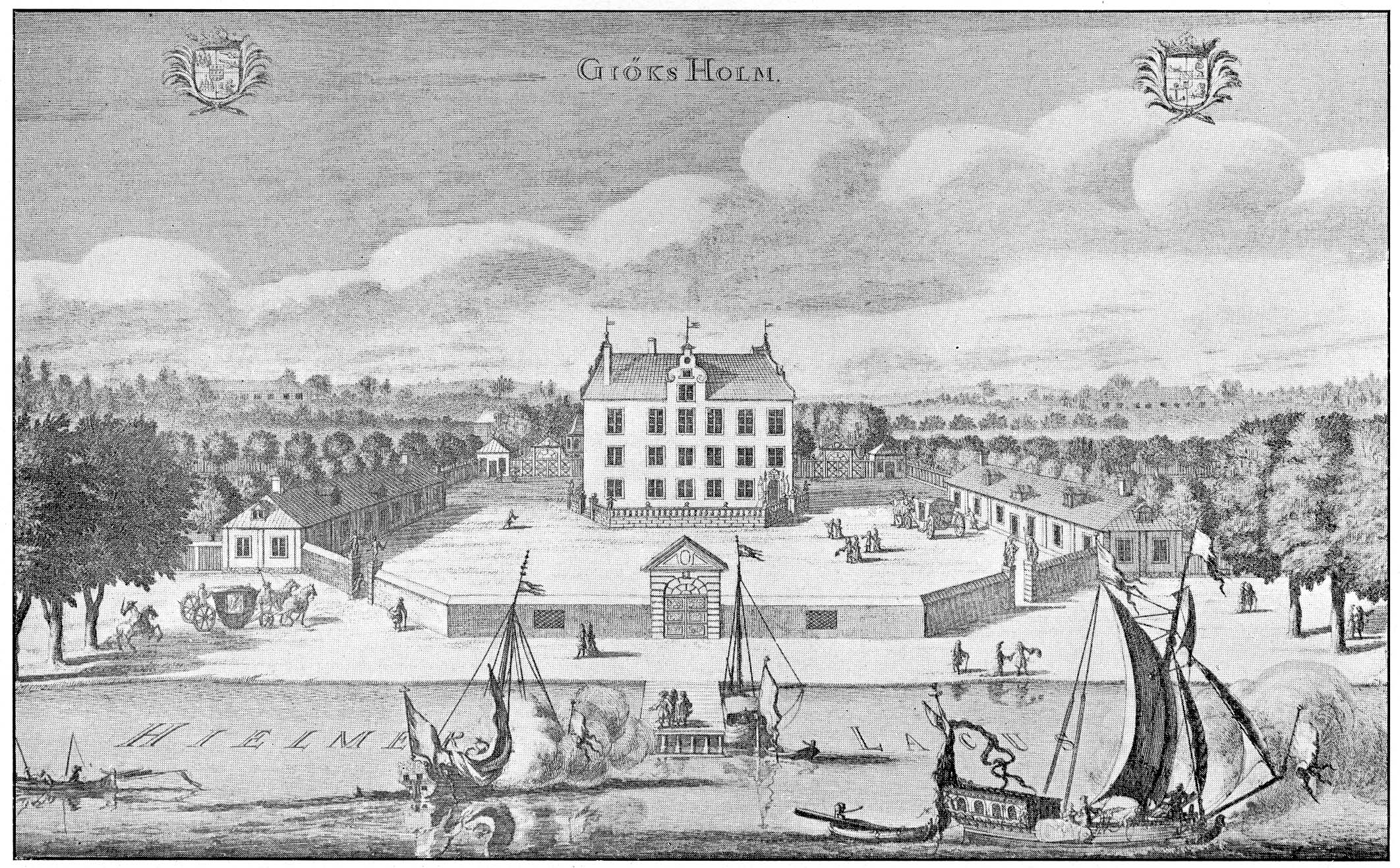
Das Schloss, wie es um 1700 in der Schrift Suecia antiqua et hodierna abgebildet wurde.

Im 17. Jahrhundert wurde um das Schloss eine Ringmauer gelegt, die mit Portalen versehen war. Außerdem kamen Flügelbauten hinzu, die heute nicht mehr existieren. 1801 wurde das Dach des Schlosses verändert und danach fanden keine größeren Veränderungen an der Bausubstanz statt. Um 1950 fand eine sorgfältige Restaurierung des Schlosses statt, wobei ältere Details des Gemäuers freigelegt wurden.
1676 entstand ein heute verschwundener Fries, der die Besitzer des Schlosses von 1320 bis 1676 („so wie es per Brief bewiesen werden konnte“) auflistete. Von dieser Liste gibt es eine 1801 entstandene Abschrift, die jedoch fehlerhaft ist. Die nach historischen Quellen korrigierte Liste zeigt, dass das Schloss anfänglich von der Mutter auf die Tochter vererbt wurde. Von etwa 1450 bis 1676 wechselte das Schloss immer vom Vater auf den Sohn. Danach gab es keine einheitliche Regel mehr. Seit 1999 ist das Schloss im Besitz des Freiherrn Erik Leijonhufvud, dessen Familie es im 19. Jahrhundert erbte. Seit 1967 ist es als Byggnadsminne eingestuft.